# Milán-San Remo 1995

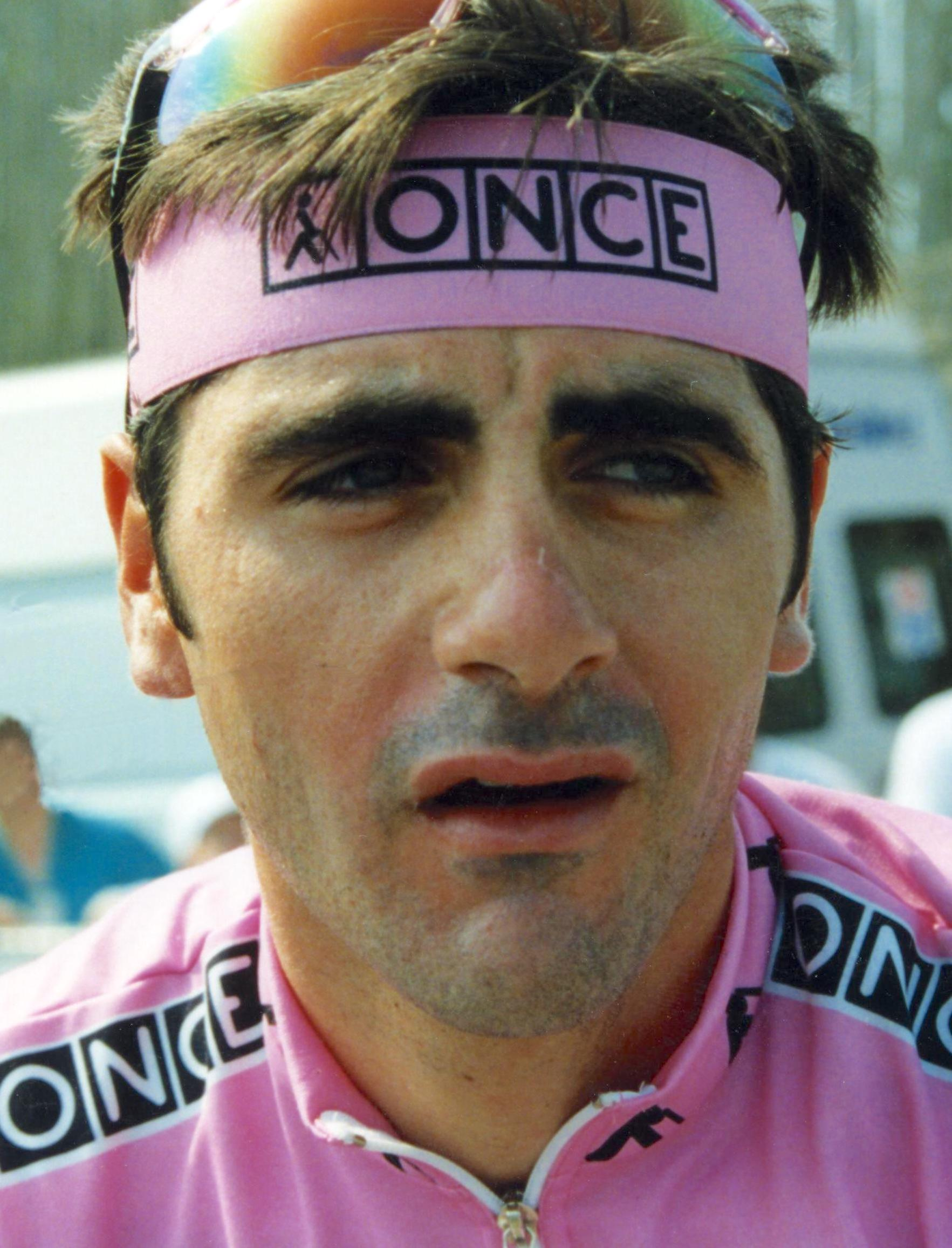
Laurent Jalabert en el Tour de France 1993

La Milán-San Remo 1995 fue la 86.ª edición de esta clásica ciclista de primavera, disputada el 18 de marzo sobre 294 km, en la que ganó el francés Laurent Jalabert, que se impuso en el sprint de meta de Sanremo a su compañero de fuga Maurizio Fondriest.

## Clasificación final
| Posición | Ciclista           | Equipo                  | Tiempo    |
| -------- | ------------------ | ----------------------- | --------- |
| 1        | Laurent Jalabert   | ONCE                    | 6h 45'20" |
| 2        | Maurizio Fondriest | Lampre-Panaria          | m. t.     |
| 3        | Stefano Zanini     | Gewiss-Ballan           | + 04"     |
| 4        | Davide Rebellin    | MG Maglificio-Technogym | m. t.     |
| 5        | Michele Bartoli    | Mercatone Uno-Saeco     | m. t.     |
| 6        | Fabiano Fontanelli | ZG Mobili-Selle Italia  | + 13"     |
| 7        | Dmitri Konyshev    | Aki-Gipiemme            | + 14"     |
| 8        | Claudio Chiappucci | Carrera Jeans-Tassoni   | + 17"     |
| 9        | Jesper Skibby      | TVM-Polis Direct        | m. t.     |
| 10       | Fabio Baldato      | MG Maglificio-Technogym | m. t.     |